# 沂南県
沂南県（ぎなん-けん）は、中華人民共和国山東省南部の臨沂市に位置する県。沂蒙山の山岳地帯の東南麓で沂河が流れている。
諸葛亮の故郷。界湖街道北寨村には後漢時代の沂南画像石墓(参照：zh:北寨墓群)があることで有名。

## 歴史
1940年に設置される。

## 行政区画
- 街道:界湖街道
- 鎮:岸堤鎮、孫祖鎮、双堠鎮、青駝鎮、張荘鎮、磚埠鎮、大荘鎮、辛集鎮、蒲汪鎮、湖頭鎮、蘇村鎮、銅井鎮、依汶鎮
- 郷:馬牧池郷

## 交通
- 鉄道
  - 沂南駅 - 辛集鎮にあり4往復の列車が停車。
- 道路
  - G205国道（一般国道）
  - G1511国道（日東高速）沂南IC